# Catharsius alpheus
Catharsius alpheus là một loài bọ cánh cứng trong họ Bọ hung (Scarabaeidae).